# Jamaran (frégate)
Ne doit pas être confondu avec Jamaran.
La frégate Jamaran est un navire de guerre iranien, premier exemplaire de la classe Moudge, lancé par l'Iran en 2010.

## Historique
Ce navire est un symbole des efforts déployés par l'Iran pour renforcer ses capacités militaires maritimes de manière autonome ; il a été inauguré par le Guide de la révolution islamique, Ali Khamenei, en 2010.

## Description
D'un tonnage d'environ 1 500 tonnes, elle serait à classer au rang de corvette.
Le principal système de lutte anti-sous-marine des frégates de classe Moudge est l'hélicoptère Sikorsky SH-3 Sea King, qui, en coordination avec les capteurs embarqués sur le navire, agit pour repérer et détruire à grande distance les sous-marins. La classe Moudge dispose également d'un système de torpilles légères de calibre 324 mm d'une portée de 30 km, montées sur des lance-torpilles triples situés de chaque côté de la poupe.

## Accident lors d'un exercice militaire
Le 11 mai 2020, lors d'un exercice dans le golfe d'Oman, la frégate Jamaran a accidentellement touché d'un tir de missile antinavire le navire de soutien logistique iranien Konarak de la classe Hendijan, faisant 19 morts et 15 blessés. L'épave a été remorquée au port de Tchabahar où les blessés ont été transférés à l'hôpital.